# Ярмеркер, Максимилиан
Максимилиан Ярмеркер (нем. Maximilian Jahrmärker; 31 марта 1872, Хессиш-Лихтенау — 11 мая 1943, Марбург) — немецкий психиатр, профессор университета в Марбурге.

## Биография
Максимилиан Ярмеркер был студентом медицинского факультета в университете Галле. В 1889 году он стал активным участником местного студенческого братства «Corps Normannia-Halle»: дважды состоял заместителем главы (Subsenior) и четырежды являлся главой (Senior) данного объединения. В 1894 году он написал и защитил диссертацию, став кандидатом медицинских наук от университета в Галле. В 1908 году Ярмеркер получил позицию профессора и старшего врача в психиатрическом санатории (Landesheilanstalt) в Марбурге; в 1914 году в стал заместителем директора, а в 1916 — директором этого медицинского учреждения. После Первой мировой воины, в 1921 году, он был назначен экстраординарным профессором Марбургского университета.
11 ноября 1933 года Максимилиан Ярмеркер был среди более 900 ученых и преподавателей немецких университетов и вузов, подписавших «Заявление профессоров о поддержке Адольфа Гитлера и национал-социалистического государства». Хотя сам он не состоял в НСДАП, он сделал заявление о «Законе о предотвращении рождения потомства с наследственными заболеваниями», в котором оценил его как «выдающийся памятник культуры»: с 1934 года в Марбурге проводилась принудительная стерилизация. Ярмеркер являлся старшим медицинским сотрудником (Landesobermedizinalrat) и судьей в «Erbgesundheitsgericht» — в организации, обеспечивавшей «национал-социалистическую расовую гигиены». В 1937 году профессор Ярмеркер вышел на пенсию.

## Работы
- Zur psychiatrischen Gutachtertätigkeit des praktischen Arztes // Zeitschrift für ärztliche Fortbildung, 27. Jg. (1930), S. 449—451.
- Jahrmärker, [Maximilian]: 55 Jahre Landesheilanstalt Marburg (Reg.-Bez. Kassel), Düsseldorf 1931.